# Peggy Simpson
Peggy Simpson (Leeds, Yorkshire, 4 de julho de 1913 – Londres, janeiro de 1994 (80 anos)) foi uma atriz de cinema britânica.

## Filmografia selecionada
- The Camels are Coming (1934)
- Fighting Stock (1935)
- The 39 Steps (1935)
- Where There's a Will (1936)
- Everything Is Thunder (1936)
- Jack of All Trades (1936)
- Darby and Joan (1937)
- Dentist in the Chair (1960)
- No Kidding (1961)